# سبخة سيدي خليفة
سبخة سيدي خليفة هي سبخة تقع في ولاية سوسة، في الوسط الشرقي التونسي، جنوب مدينة بوفيشة. تبلغ مساحتها 1.000 هكتارًا، ويبلغ ارتفاعها بين 0 و 5 م عن سطح البحر. تكثر بها طيور النحام الوردي بالشتاء.
| سبخة سيدي خليفة |